# فورد بيير
فورد بيير هو مغن مؤلف كندي، ولد في 1970 في بوسطن في الولايات المتحدة.

## وصلات خارجية
- الموقع الرسمي
- فورد بيير على موقع ميوزك برينز (الإنجليزية)
- فورد بيير على موقع أول ميوزيك (الإنجليزية)
- فورد بيير على موقع ديسكوغز (الإنجليزية)